# Tu ne cede malis, sed contra adentior ito
 Tu ne cede malis, sed contra adentior ito лат. (изговор: ту не цеде малис, ауденциор ито). Не устукни пред невољама, већ им смјелије у сусрет иди. (Вергилије)

## Поријекло изреке
Ову изреку је изрекао велики антички  пјесник Вергилије у првом вијеку прије нове ере.

## Тумачење
Невоље су саставне животу. Треба бити спреман, и не бјежати, већ им ићи у сусрет. То је зато што једино тако постоји шанса да их превазиђемо. (Потурање под тепих није начин!)